# Diplycosia apiculifera
Diplycosia apiculifera är en ljungväxtart som beskrevs av J. J. Smith. Diplycosia apiculifera ingår i släktet Diplycosia och familjen ljungväxter. Inga underarter finns listade i Catalogue of Life.